# Sand, Bas-Rhin
Sand är en kommun i departementet Bas-Rhin i regionen Grand Est (tidigare regionen Alsace) i nordöstra Frankrike. Kommunen ligger i kantonen Benfeld som tillhör arrondissementet Sélestat-Erstein. År 2022 hade Sand 1 413 invånare.

## Befolkningsutveckling
Antalet invånare i kommunen Sand
| Referens: INSEE |